# O Homem da Multidão

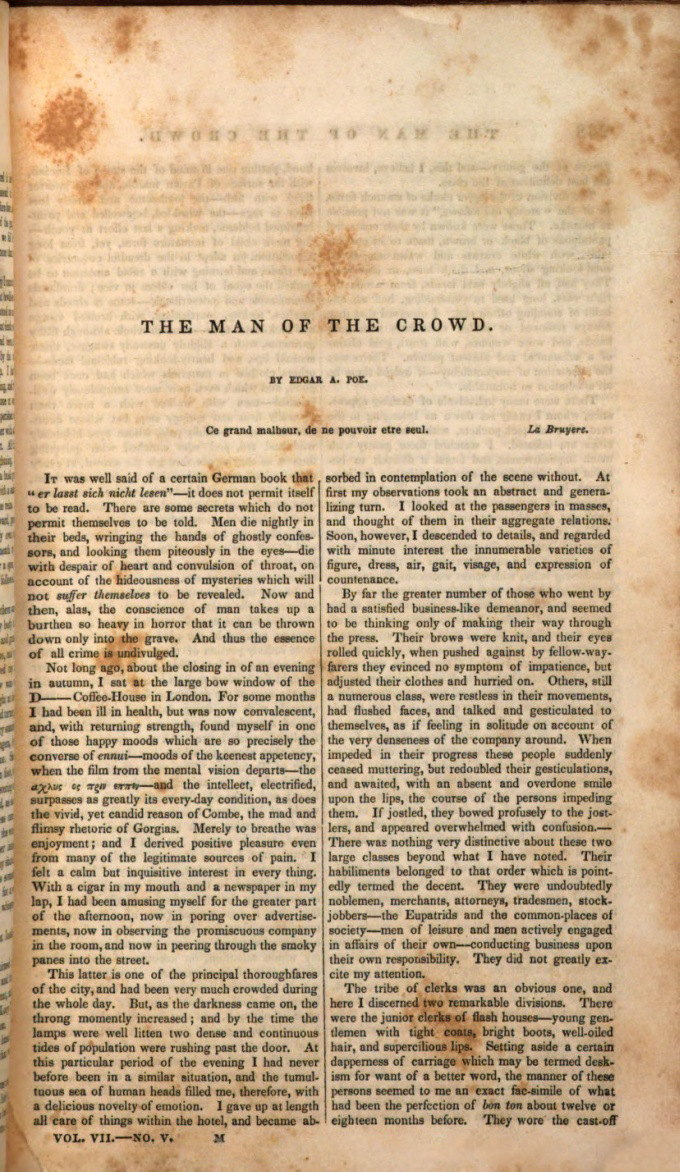
Primeira publicação na edição inaugural da Graham's Magazine, dezembro de 1840, pp. 267-270.

O Homem da Multidão é um conto do escritor americano Edgar Allan Poe sobre um narrador sem nome que segue um homem por uma Londres sobrepovoada. Foi publicado pela primeira vez em 1840.

## Resumo do enredo
A história é apresentada com a epígrafe "Ce grand malheur, de ne pouvoir être seul" - uma citação tirada de Os personagens do homem, de Jean de La Bruyère, que pode ser traduzida por "Este grande infortúnio, de não poder estar sozinho". Poe utilizou esta mesma citação no seu primeiro conto, "Metzengerstein".
Depois de recuperar de uma doença não identificada, o narrador, não identificado, senta-se à janela num café não identificado de Londres. Fica fascinado com a multidão que passa lá fora e reflete sobre o quão isoladas estas pessoas pensam que estão, apesar “da própria densidade de gente ao redor”. O narrador vai passando o tempo a categorizar os diferentes tipos de pessoas que passam e, ao cair da noite, concentra-se num "velho decrépito, com cerca de sessenta e cinco ou setenta anos de idade", cujo rosto apresenta uma idiossincrasia peculiar, e cujo corpo "era de baixa estatura, muito magro e aparentemente muito fraco", vestindo roupas sujas e esfarrapadas de uma "bela textura". O narrador sai apressadamente do café para seguir o homem, sem ser visto. O velho conduz o narrador por bazares e lojas, onde não compra nada, passando por um bairro pobre da cidade, e regressando depois ao "coração da poderosa Londres". A perseguição dura toda a noite e até ao nascer do dia seguinte. Por fim, exausto, o narrador aproxima-se do homem, para se colocar de frente para ele, mas mesmo assim o velho não repara nele. O narrador conclui que o homem tem "o tipo e o talento para o crime profundo" devido à sua inescrutabilidade e incapacidade de deixar as multidões de Londres.

## Receção
À época da publicação deste conto, a reputação de Poe nos Estados Unidos ainda não estava firmada, mas a receção do conto entre muitos dos modernistas franceses, incluindo Stéphane Mallarmé e Paul Valéry, foi entusiástica. Charles Baudelaire discute "O Homem da Multidão" em O Pintor da Vida Moderna e o conto seria utilizado como exemplo principal no ensaio de Walter Benjamin "On Some Motifs in Baudelaire", que teoriza o papel da multidão na modernidade.